# Hřbitov Tama
Hřbitov Tama (japonsky 多磨霊園, Tama-reien, Tamský hřbitov) je veřejný hřbitov s charakterem parku, který se nachází na předměstí tokijské aglomerace. Zde pochovaní mohou být jakéhokoliv náboženského vyznání, museli ale žít v Tokiu. S rozlohou 128 hektarů je největším hřbitovem svého druhu v Tokiu a nachází se na něm přibližně 64 tisíc hrobových míst.
Na konci 19. století vyšel předpis zakazující další pohřbívání uvnitř města a podle zákona z roku 1919 musely být stávající městské hřbitovy, s výjimkou těch historicky významných, přesunuty. Hřbitov Tama byl založen v roce 1923 na západ od centra v oblasti Tama mezi městy Fučú a Koganei, v současnosti na jejich pomezí, jako první předměstský parkový hřbitov v Japonsku. Samotné hroby zabírají necelou polovinu prostoru a na hřbitově roste asi 30 tisíc stromů. Na jedno zdejší uvolněné místo připadá 30 žádostí. Kvůli vysoké poptávce se v posledních desetiletích začala v Tokiu rozvíjet alternativní pohřebiště v kolumbáriích mimo hřbitovy a nově zbudovaných soukromých chrámech.
Železniční stanice Tama-reien-eki na lince Keió z Šindžuku do Hačiódži je od hřbitova vzdálena 30 minut chůze. Mezi zde pohřbené osobnosti patří admirálové Heihačiró Tógó a Isoroku Jamamoto, sovětský špión Richard Sorge nebo spisovatel Edogawa Rampo.